# Flughafen Dijon-Bourgogne

i7
i11
i13
Der Aéroport de Dijon Bourgogne ist ein französischer Flughafen in der Region Burgund im Département Côte-d’Or etwa drei Kilometer ostsüdöstlich von Longvic. Der Linienverkehr beschränkt sich auf einige wenige westfranzösische Ziele, die von Eastern Airways bedient werden.
Der Flughafen war bis 2016 ein Militärflugplatz der französischen Luftstreitkräfte (Armée de l’air). Das Militär nutzte die Base aérienne 102 Dijon-Longvic (B.A. 102) zwischen 1949 und 2011 besonders als Basis von Jagd-Staffeln, franz. Escadron de chasse (EC).

## Geschichte
Die erste fliegerische Nutzung reicht bis in das Jahr 1910 zurück, als Ende September des Jahres Flugtage organisiert wurden. Im Jahre 1913 verfasste das Militär den Plan der militärischen Nutzung des bis dato zivilen Aérodrome und im April 1914 traf eine erste Staffel Farman H.F.19 ein. Im Verlauf des folgenden Ersten Weltkrieges wurde der Flugplatz kontinuierlich ausgebaut und ein bedeutendes Ausbildungszentrum für fliegendes und nicht-fliegendes Personal. Georges Guynemer, damals Unterleutnant, wurde 1916 in Dijon die erste Truppenfahne der jungen Luftstreitkräfte übergeben. Die Basis trägt heute seinen Namen.
Im Jahre 1924 kamen erstmals zusätzlich Jagdflugzeuge nach Dijon und im Folgejahr griffen Dijoner Staffeln in den Rifkrieg ein. In den folgenden Jahren wurde der Flugzeugbestand regelmäßig modernisiert, der letzte Zugang vor Ausbruch des Zweiten Weltkrieges war die Morane-Saulnier MS.406.
Dijon wurde Ende 1939 Heimatstützpunkt der mit Amiot 143 ausgerüsteten Bombergruppe II/34, die ab April 1940 mit der Umrüstung auf die Amiot 354 begann. Der Flugplatz wurde im Mai 1940 mehrfach von der deutschen Luftwaffe bombardiert, die ihn nach Frankreichs Niederlage im Westfeldzug als Fliegerhorst nutzte.
Im Frühjahr 1941 kam es zur Stationierung der mit He 111 ausgerüsteten IV. Gruppe des Kampfgeschwaders 55 Greif (IV./KG 55), einer Flugzeugführerschule, deren Aufgabe die Fortgeschrittenenschulung von Bomberbesatzungen war. Sie blieb bis Mai 1944 in Dijon-Longvic stationiert. Ab Ende Oktober 1942 trafen einige Me 321 Lastensegler in Dijon ein, gefolgt von ihren Schleppflugzeugen He 111Z (Zwilling). Diese bildeten die erste Gruppe des Luftlandegeschwader 2 (I./LlG 2), das zeitweise auch Me 323, DFS 230 und Go 242 im Bestand hatte. Zwischen März 1943 und Sommer 1944 lagen hier zusätzlich Nachtjäger der Typen Bf 110 und Do 217; Hauptnutzer war die 5. Staffel des Nachtjagdgeschwaders 4 (5./NJG 4).
Der Flugplatz wurde 1944 mehrfach durch die Eighth Air Force bombardiert und nach der erfolgreichen Landung wiederholt Ziel amerikanischer Jagdbomber-Angriffe. Nach Befreiung der Gegend durch die Alliierten nutzte die freien französischen Luftstreitkräfte den stark zerstörten Platz. Erster Nutzer waren die Jagdgruppen 1/3 "Corse" und 1/7 "Provence" mit Spitfire, die als 327. und 328. Squadron zur britischen RAF gehörten. Auch verschiedenen US-amerikanische Jagdstaffeln und leichte Bombergruppen lagen zwischen September 1944 und Juni 1945 auf Airfield Y.9, so der alliierte Codename.

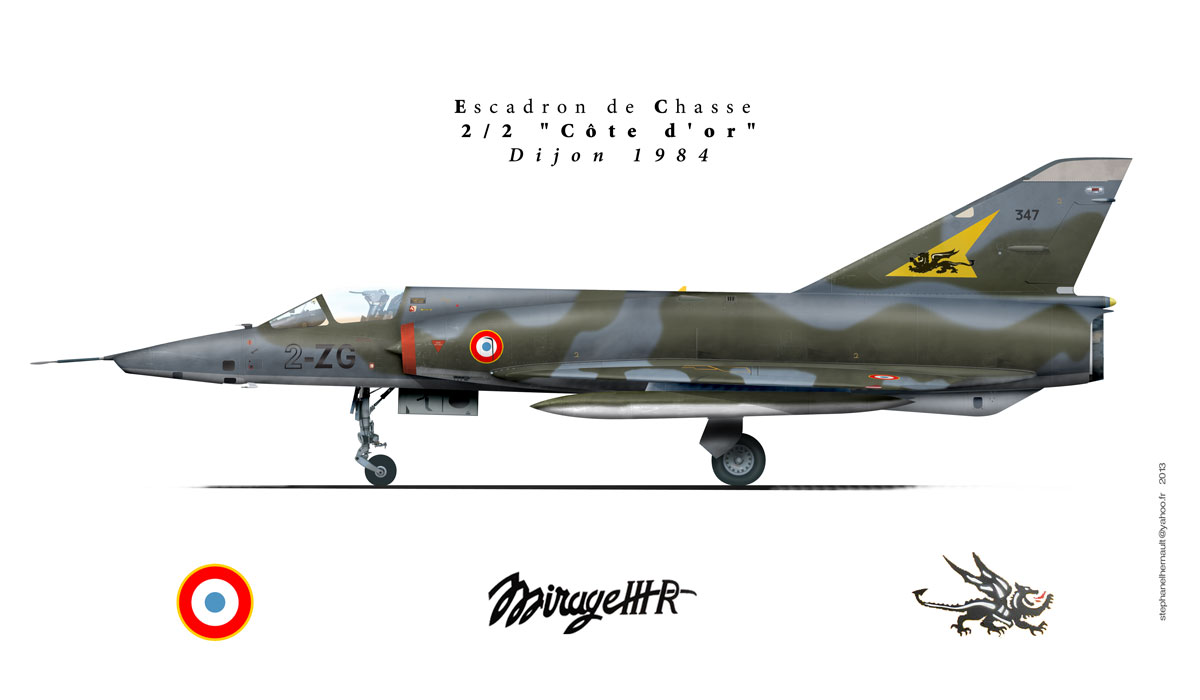
Mirage IIIR, EC 2/2 "Côte-d’Or"

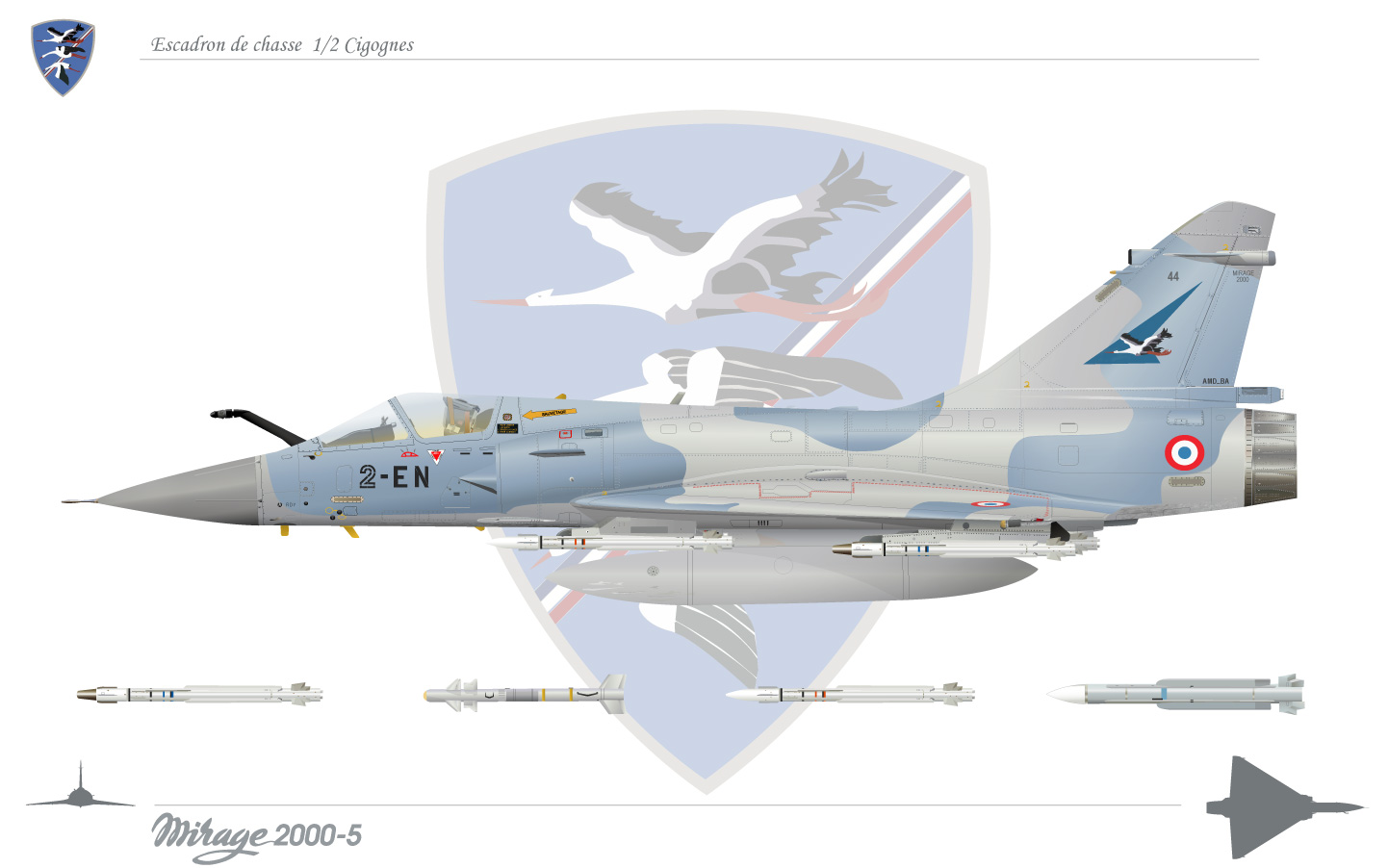
Mirage 2000-5, EC 1/2 "Cigognes"

Nach Kriegsende wurde die Basis wieder instand gesetzt und zunächst noch von Propellermaschinen genutzt, bevor mit der Ankunft von Vampires der Jagdgruppe 1/2 "Cigognes" (Störche) 1949, gefolgt von der 3/2 "Alsace", das Düsenjäger-Zeitalter begann. Der Platz, er verfügte inzwischen über eine 1800 m lange Hauptstart- und Landebahn, wurde 1953 Heimat der Ouragan und ab 1956 der überschallschnellen Mystère IVA. Dieses Muster flog in Dijon auch die 1957 erneut aufgestellte Patrouille de France.
Im Jahre 1961 trafen die ersten Mirage in Form der Mirage IIIC ein, die ab 1966 auch zur Schulung französischer und ausländischer Piloten verwendet wurden. Hierzu war die EC 2/2 "Côte-d’Or" aufgestellt worden. Die Mirage III flog in späteren Versionen bis in die 1980er Jahre in Dijon und 1984 traf das erste Mirage 2000 Mehrzweckkampfflugzeug für die drei hiesigen Jagdgruppen im Burgund ein. Die EC 3/2 verlegte 1993 auf die Basis 132 Colmar-Meyenheim und die EC 1/2 2011 auf die Basis 116 Luxeuil-St Sauveur.
Die Mirage-Schulgruppe EC 2/2 war bereits 2007 aufgelöst wurden und durch eine neue Alpha-Jet-E-Schulgruppe EE 5/2 ersetzt worden. Diese wurde 2009 in EE 2/2 umbenannt und ab August 2014 auf die Basis 120 in Cazaux verlegt, womit der militärische Flugbetrieb eingestellt wurde. Die Basis 102 wurde Ende Juni 2016 geschlossen.

## Militärische Nutzung
Auf einem Teil des Flughafengeländes befindet sich nach wie vor ein kleiner, der Base aérienne 942 Lyon-Mont Verdun unterstellter militärischer Verband, das "Büro des Archivs und der Reserve".

## Zivile Nutzung
Der Flughafen ist Heimatbasis des privaten Kunstflug-Teams Patrouille Breitling, das die Aero L-39 fliegt. Daneben fliegt Eastern Airways seit August 2010 im Linienverkehr nach Bordeaux, Nantes und Toulouse.